# 赤澤ムック
赤澤 ムック（あかざわ むっく、1978年12月17日-）は、日本の劇作家・演出家・女優。劇団「黒色綺譚カナリア派」主宰。
北海道札幌市南区出身。株式会社COME TRUE所属。身長164センチメートル (cm)。趣味は、映画鑑賞・名曲喫茶巡り。

## 来歴・人物
札幌静修高等学校を経て桐朋学園大学短期大学部芸術科演劇専攻を卒業後、劇団唐組に入団し女優として活躍。退団後、唐十郎に弟子入りする際友人に紹介された劇作家・内田幸四郎と共に劇団「黒色綺譚」を旗揚げし、劇作家・演出家としての活動を開始する。2003年、「黒色綺譚」より独立する形で、自身を主宰・演出・座付き作家とした劇団「黒色綺譚カナリア派」を旗揚げ。2011年12月に「黒色綺譚カナリア派」は番外公演を含め第17回目の公演となった『誤 / 娯楽』を以て活動を停止した（解散ではない）。
2012年、女優としての芸名を「赤澤 セリ」と別名にするも、2014年、「赤澤ムック」で再びの統一となった。
芸名の「赤」は自身がかつて所属していた劇団唐組の「紅テント」が由来。
劇作家・演出家として活動する傍ら、映像を主とした女優としての活動もしている。主演映画『結び目』がカイロ国際映画祭 長編デジタル部門のコンペ作品に選出、主演短編映画『solo』がロカルノ国際映画祭 国際短篇コンペティション部門にノミネートするなど、海外での評価も高い。
2013年4月1日から、女優の岡田あがさ、葛木英とともに偶像崇拝ユニット「ツリメラ」を結成。「MUKUMUKU」の名で活動している。

## 作・脚本・演出

### 舞台
- 黒色綺譚カナリア派全公演（2003年 - ） - 作・演出
- 世田谷パブリックシアタープロデュース「日本語を読むその2」（2009年5月、シアタートラム） - 脚本
- avex live creativeプロデュース「赤と黒」（2009年10月、赤坂RED / THEATER、主演・木村了） - 潤色・演出
- シーエイティプロデュース「さくら色 オカンの嫁入り」（2010年9月、紀伊國屋サザンシアター） - 脚本
- ITI国際演劇協会『紛争地域の演劇 トルコ編』「ヴェールを纏った女たち」（2010年12月、シアターiwato） - 演出・出演
- 二人芝居「トナリネ」（2011年9月、新宿眼科画廊） - 作・演出
- シーエイティプロデュース「さくら色 オカンの嫁入り」再演（2013年3月、三越劇場） - 脚本
- 「華ヤカ哉、我ガ一族〜オペラカレイド〜」（2013年5月、星陵会館） - 演出
- 「華ヤカ哉、我ガ一族〜オペラカレイド 再会〜」（2013年8月、星陵会館） - 演出・潤色
- コロブチカ　コロ一人芝居「赤い首飾り」（2013年12月、ミルキーウェイ） - 作・演出
- 「源氏物語」（2014年9月、神奈川芸術劇場大スタジオ） - 脚本
- 「華ヤカ哉、我ガ一族〜オペラカレイド 狂宴〜」（2014年12月、星陵会館） - 作・演出
- 「マジすか学園京都血風修学旅行」（2015年4月、AiiA 2.5 Theater Tokyo） - 脚本
- 「仮面ティーチャーミュージカル SILVER MASK」（2015年9月、Zeppブルーシアター六本木） - 演出
- 「晦日明治座納め・る祭～あんまり歌うと攻められちゃうよ～」（2015年12月・2016年1月、明治座・梅田芸術劇場） - 脚本
- 「終わりのセラフ」The Musical（2016年2月、AiiA 2.5 Theater Tokyo） - 脚本
- AKB48presents「絢爛とか爛漫とか」（2016年4月、品川culb eX） - 演出
- 「THE STAGE カーニヴァル 始まりの輪舞曲」（2016年5月、豊島区立舞台芸術交流センター） - 演出
- 「あんさんぶるスターズ!オン・ステージ」（2016年6月、AiiA 2.5 Theater Tokyo） - 脚本
- 「一人芝居ミュージカル短編集vol.1」（2016年11月、Atelier Kanon） - 「殺人を告白する忘れられた音楽家の話」脚本・男性ver演出
- 「僕等の図書室 特別授業」（2016年12月、有楽町朝日ホール・サンケイホールブリーゼ） - 「みねの『細川忠興とその妻』」脚本
- 「『あんさんぶるスターズ!オン・ステージ』〜Take your marks!」（2017年1月、AiiA 2.5 Theater Tokyo・梅田芸術劇場 シアター・ドラマシティ） - 脚本
- 「猿狸合戦」（2017年2月、東京芸術劇場）ｰ脚本
- 「黒薔薇アリス」（2017年5月、Zeppブルーシアター六本木）‐脚本
- 「ミュージカル 人間の条件」（2017年5月、座高円寺）‐演出
- 「一人芝居ミュージカル短編集vol.3」（2017年9月） - 「ピーター・パンは口笛を吹く」脚本・男性ver演出
- 「『あんさんぶるスターズ!エクストラ・ステージ』〜Judge of Knights～」（2017年9月、シアター1010、新神戸オリエンタル劇場） - 脚本
- 「コマイぬ『ラッツォクの灯」』（2017年7月、いしのまき演劇祭参加作品）- 脚本演出、原作　熊谷達也『希望の海 仙河海叙景』
- 「ゆく年く・る年冬の陣 師走明治座時代劇祭」（2017年12月、明治座・梅田芸術劇場 シアター・ドラマシティ）- 脚本
- 「『あんさんぶるスターズ!オン・ステージ』〜To the shining future～」（2018年1月、梅田芸術劇場 シアター・ドラマシティ、シアター1010）- 脚本
- 「乃木坂46『三人姉妹』」（2018年1月17日 - 2月4日、銀座博品館劇場） - 演出
- 「けやき坂46『あゆみ』」（2018年4月、AiiA 2.5 Theater Tokyo）- 演出
- 「コマイぬ『ラッツォクの灯」』」（2018年8月、再演・気仙沼公演）- 脚本演出、原作　熊谷達也『希望の海 仙河海叙景』
- 『あんさんぶるスターズ! onSTAGE フェスティバル』（2018年9月、横浜文化体育館、神戸ワールド記念ホール）－芝居パート脚本
- 「道産子男闘呼倶楽部『雪虫』 」（2018年9月、浅草九劇）‐演出
- 「SKE48『刀使ノ巫女』（2018年11月、天王洲銀河劇場）‐脚本・演出
- 「『あんさんぶるスターズ！エクストラ・ステージ』～Memory of Marionette～」（2018年11月、天王洲銀河劇場他）‐脚本
- 「ザンビ～THEATER'S END～」（2019年2月、天王洲銀河劇場）‐演出
- 「辻る」（2019年4月オルタナティブシアター）‐脚本
- 「You’re a Good Man, Charlie Brown」（2019年6月、シアター風姿花伝）‐演出
- 「道産子男闘呼倶楽部『雪虫』 再演」（2019年9月、シアターZOO・登別市民会館）‐演出
- 「今、僕は六本木の交差点に立つ」（2019年9月、銀河劇場）‐演出
- 「『あんさんぶるスターズ!エクストラ・ステージ』〜Destruction × Road～」（2019年9月、梅田芸術劇場メインホール他）‐脚本
- 「SUMMER BAZAAR～夏の終わり～」（2019年10月、新宿村LIVE）‐演出
- 「歌合　乱舞狂乱2019『ミュージカル刀剣乱舞』」（2019年11月～、さいたまスーパーアリーナ他）‐脚本提供
- 「『あんさんぶるスターズ!エクストラ・ステージ』～Night of Blossoming Stars～」（2019年12月、日本青年館ホール他）‐脚本
- 「明治座の変　麒麟にの・る」（2019年12月、明治座）‐脚本
- 「You’re a Good Man, Charlie Brown（再演）」（2020年1月、シアター風姿花伝）‐演出
- 「明治座の変　麒麟にの・る」オンライン上映会（2020年7月）-本編・リーディング脚本
- 「『あんさんぶるスターズ!エクストラ・ステージ』～Meteor Lights～」（2021年４月、天王洲 銀河劇場他）ｰ脚本
- シンる・ひま「明治座で逆風に帆を張る！！」（2021年12月、明治座）-脚本
- 歌劇『桜蘭高校ホスト部』（2022年1月、天王洲 銀河劇場） - 脚本[3]
- 「注文の多い宮沢賢治」（2022年7月）‐演出
- 「Killer Queens!」（2022年9月、TACCS1179）-演出
- オリジナルミュージカル「見習いウィッチと鏡の魔女」（2022年11月、とつぎカナリーホール）‐脚本
- 歌劇『桜蘭高校ホスト部』ƒ（2022年12月、天王洲 銀河劇場 他） - 脚本[4]
- シン・るコンサート（2022年12月、梅田芸術劇場シアター・ドラマシティ）-脚本
- 「どうな・る家康」スピンオフリーディング（2023年7月）‐脚本
- ミュージカル「東京リベンジャーズ」（2023年11月、天王洲 銀河劇場他）
- 歌劇『桜蘭高校ホスト部』Fine（2023年12月、天王洲 銀河劇場） - 脚本[5]
- 「時をかけ・る」（2024年5月、新国立劇場小ホール）-脚本
- 「幸福な、王子とツバメとその隣人」（2024年8月、新宿VOX）‐演出
- 「羽州の狐」（2024年10月、CBGKシブゲキ）-脚本
- コマイぬリーディングステージ「トガハラミ」（2024年11月、シアターキネマティカ）-脚色・演出（原作 郷内心瞳）
- オリジナルミュージカル「見習いウィッチと鏡の魔女 完結編」（2024年12月、ベネックス長崎ブリックホール）‐脚本
- シンる・ひま オリジナ・る　ミュージカ・る　革命『もえ・る剣』（2024年12月、シアターH 他）ｰ共同脚本（土岐温美）
- 舞台「花郎～ファラン～」（2025年1月シアターMILANOZa 他）
- ミュージカル「東京リベンジャーズ#２ Bloody Halloween」（2025年3月、天王洲 銀河劇場、京都劇場）
- SOLO Performance ENGEKI「MAGENTA」（2025年4 - 5月、東京・愛知・福岡・大阪）- 脚本[6]

### テレビドラマ
- 三匹のおっさん（2014年1月 - 3月、テレビ東京） - 脚本協力
- 夫のカノジョ（2013年10月 - 12月、TBS） - 脚本協力
- 三匹のおっさん2（2015年4月 - 6月、テレビ東京） - 第6話脚本、脚本協力

### 映画
- チャイコイ（2013年12月） - 脚本（原作・岩井志摩子　主演・川島なお美）

### ラジオドラマ
- 秋祭り（2007年、調布FM） - 作・演出・出演
- FMシアター「命売ります」（2016年6月11日、NHK-FM放送）- 出演
- AuDeeラジオドラマ ひ・るドラ『かたらずの華』 （2021年TOKYO-FM）- 作・演出

### ミュージックビデオ
- DaizyStripper「東京ホライズン-Day&Day-」（2012年12月） - 監督

## 出演

### 映画
- 直線の迷路（2004年　東京国際ファンタスティック映画祭招待作品）
- 代々木ブルース 最終話「地図とミサイル」（2005年）
- スパイ道2 <スパイ求ム〜憧れのスパイ・不二子>（2005年）
- 孔-KUJAKU-雀 女ハスラー捜査官（2005年）
- PAYHIM（2006年）
- ドアーズ5（2006年）※初監督作品
- なな色（2007年）
- 洗濯女（2007年）
- かさぶた姫（2009年）
- 曲がれ!スプーン（2009年）
- 結び目（2010年） - 主演・浅尾絢子 役
- 不倫純愛（2011年）
- 彼女について知ることのすべて（2012年） - 三千代 役
- solo（2012年、短編） - 主演　ロカルノ国際映画祭 国際短篇コンペティション部門ノミネート
- HOTOTOGISU（2013年） - 主演
- 伝説になった男達（2013年　Ｖシネマ）
- 孤独の仁義（2013年　Vシネマ）
- 愛の渦（2014年）- 常連 役
- ロード・オブ・ツリメラ（2015年）
- 彼女がその名を知らない鳥たち（2018年） ‐ 野々山美鈴
- 前科者（2022年）

### テレビ
- TVコメディークラブキング（2006年、ファミリー劇場）
- 昭和史プロジェクト 〜東京大空襲（2008年、TBS）
- スイート10〜最後の恋人〜（2008年、TBS）
- えいせい魂 シーズン2　〜マジック心中 A＋B〜（2009年、BSジャパン）
- 大好き!五つ子（2009年2月、TBS） - 柴田千寿子 役
- 闇金ウシジマくん 第2・3話（2010年10月19日・26日、TBS） - OLリーダー 役
- LADY〜最後の犯罪プロファイル〜 第5話（2011年2月4日、TBS） - 巽聡史の母親 役
- TAROの塔 第3話・最終話（2011年3月26日・4月2日、NHK） - 美喜子 役
- 毒姫とわたし 第35話 - 第37話・第41話（2011年10月、東海テレビ） - 高橋夕子 役
- 金曜プレステージ（フジテレビ）
  - 「小京都連続殺人事件1」（2012年5月4日） - 犬山里美 役
  - 「医療捜査官 財前一二三3」（2012年8月3日） - 篠原香織 役
- 水曜ミステリー9「刑事吉永誠一 涙の事件簿10」（2012年10月17日、テレビ東京） - 南原規子 役
- 明日もきっと、おいしいご飯〜銀のスプーン〜（2015年6月 - 7月、東海テレビ） - 小川絹江（若年期） 役
- 科捜研の女 第15シリーズ 第9話（2016年1月21日、テレビ朝日） - ゆり子（増田裕子） 役
- コウノドリ 第2シリーズ（2017年10月13日 -12月22日、TBS） - 前川紀子 役
- 特捜9 Season3（2020年） ‐ 竹本雅代
- あんのリリック -桜木杏、俳句はじめてみました（2022年）

### 舞台
- 劇団「黒色綺譚カナリア派」公演（2003年 - ）
- 眠り草 京都・大阪公演（1999年、劇団唐組）
- 動物園が消えた日（1999年、劇団唐組新人公演）
- エロを乞う人（2000年、毛皮族）
- 夢中にさせて（2000年、毛皮族）
- 長屋版愛の乞食（2001年、黒色綺譚）
- 憂鬱機械（2007年、ダミアン）
- 大好き!!5つ軽演劇ちゃん（2008年、毛皮族）
- イヌ物語（2009年、サーカス劇場×地上3mm）
- とりあえず寝る女（2010年、箱庭円舞曲）
- ペノザネオッタ（2011年、ONEOR8）
- 説教強盗○玉の井余譚（2011年、ダミアン）
- ミュージカル「源氏物語×大黒摩季songs〜ボクは、十二単に恋をする〜(再演)」（2012年、銀河劇場）
- 愛のゆくえ(仮)（2013年、アンファンテリブル）
- トリスケリオンの靴音（2018年、赤坂RED / THEATER）

### ゲーム
- FRAGILE 〜さよなら月の廃墟〜（2009年、クロウ〈モーションアクター〉）

### Web
- ジョシデカ!-女子刑事-ウェビソード（2007年、TBS）
- ニコニコ生放送「ムックムックこんにちは」（2016年1月〜、番組MC）

## 出版
- 猟奇歌（2010年、創英社、著者：夢野久作） ISBN 978-4434141645 - 編・監修